# Wiscon (Floride)
Wiscon est une census-designated place du comté de Hernando, dans l'État de Floride, aux États-Unis,. En 2020, elle compte une population de 681 habitants.